# شهرستان شینگشان
شهرستان شینگشان (به لاتین: Xingshan County) یکی از شهرستان‌های جمهوری خلق چین در چین است که در ایچانگ واقع شده‌است.
شهرستان شینگشان ۲٬۳۱۶ کیلومتر مربع مساحت و ۱۸۲٬۶۰۰ نفر جمعیت دارد.